# Satu Mare
Satu Mare (pronunciació en romanès: [ˈSatu ˈmare]; en hongarès: Szatmárnémeti [sɒtmaːrneːmɛti]; en alemany: Sathmar; ídix: סאטמאר Satmar o סאַטמער Satmer) és una ciutat amb una població de 102.400 habitants (2011). És la capital del comtat de Satu Mare, Romania, així com el centre de l'àrea metropolitana de Satu Mare.
La ciutat es troba a la regió de Maramureș, en bona part part de Transsilvània. Esmentat a la Gesta Hungarorum com a castrum Zotmar ("Fort de Zotmar"), la ciutat té una història que es remunta a l'edat mitjana. Avui és un centre acadèmic, cultural, industrial i de negocis a la regió de desenvolupament Nord-Vest.

## Geografia
Satu Mare està situat al comtat de Satu Mare, al nord-oest de Romania, al riu Someș, 13 km de la frontera amb Hongria i 27 km de la frontera amb Ucraïna. La ciutat es troba a una altitud de 126 m a la plana al·luvial de la Baixa Someș, que s'estén des del palau administratiu de la plaça 25 d'octubre. Els límits del municipi contenen una superfície de 150.3 quilometres quadrats (58.0 sq mi).
Des del punt de vista geomorfològic, la ciutat es troba al prat d'alguns, a banda i banda del riu, que s'estreny a la rodalia de la ciutat i s'eixampla riu amunt i riu avall d'ella; inundat durant les fortes pluges, el camp té diverses configuracions geogràfiques a la vora de la ciutat (bancs de sorra, valls, micro-depressions).
La formació del terreny actual de la ciutat, que data del final del Pliocè al període terciari, està lligada a l'obstrucció del mar Panònic. Les capes de sòl es van crear a partir de dipòsits de sorra, loess i grava, i generalment tenen un gruix de 16 m - 18 m. Sobre aquesta base, la vegetació en descomposició va donar lloc a sòls podsòlics, que van conduir a condicions favorables per als cultius (cereals, hortalisses, arbres fruiters).
La xarxa d'aigua al voltant de Satu Mare es compon del riu Someș, Pârâul Sar al nord i el riu Homorod al sud. La formació i l'evolució de la ciutat estaven estretament relacionades amb el riu Someș, que, a més de permetre l'assentament d'una comunitat humana al seu voltant, ofereix des de principis de l'edat mitjana la possibilitat d'un comerç internacional amb les regions costaneres, un pràctica que afavoria la mòlta, la pesca i altres activitats econòmiques.
Com que el terreny inclina suaument al voltant de la ciutat, el riu Someș ha creat nombroses branques i meandres (abans de 1777, al perímetre de la ciutat hi havia 25 meandres aigües avall i 14 aigües amunt). Després de les obres de sistematització el 1777, el nombre de meandres a la ciutat va baixar a 9 aigües avall i 5 aigües amunt, la longitud total del riu era ara de 36.5 km (22.7 mi) dins de la ciutat. La sistematització realitzada fins a mitjan segle xix va configurar la llera del riu Someș existent; es van construir 17.3 km (10.7 mi) llarg a la riba dreta i 11 km a l'esquerra. El 1970, els terraplens van augmentar en 2 m - 3 m, protegint 52.000 hectàrees dins dels límits de la ciutat i restaurant prop de 800 ha de terres agrícoles que prèviament havien estat inundades.

### Flora i fauna
La flora associada a la ciutat de Satu Mare és característica per a la zona dels prats amb arbres d'essència suau com el vímet, l'àlber autòcton, l'auró i l'avellana. La vegetació de les praderies està representada per Agrostis stolonifera, Poa trivialis, Alopecurus pratensis i altres tipus de vegetació.
El parc més gran de la ciutat, el Jardí de Roma, presenta alguns arbres rars que són poc comuns a la zona, inclòs l'arbre pagoda, originari de l'Àsia oriental (especialment la Xina); Pterocarya, també originària d'Àsia; i Paulownia tomentosa, originària de la Xina central i occidental.
La fauna està representada per espècies de rosegadors (hàmster i esquirol terrestre europeu), rèptils, inclosa Vipera berus al bosc de Noroieni, i com a espècies avifaunístiques d'ànecs, oques, garcetes, durant passatges i vegades sistemàtiques ocasionals.

### Clima
Satu Mare té un clima continental, caracteritzat per estius calorosos i secs i hiverns freds. Com que la ciutat es troba a l'extrem nord del país, l'hivern és molt més fred que la mitjana nacional, amb temperatures mínimes que arriben a −17 °C, inferior als valors registrats en altres ciutats de l'oest de Romania com Oradea (−15 °C) o Timișoara (−17 °C). La temperatura mitjana anual és de 9,6 °C, o desglossat per estacions: primavera 10,2 °C, estiu 19,6 °C, tardor 10,8 °C i hivern 1,7 °C. La humitat atmosfèrica és força elevada. Els corrents de vent dominants bufen des del nord-oest, provocant precipitacions de primavera i estiu. El clima en aquesta zona presenta lleus diferències entre màximes i mínimes, i hi ha pluges adequades durant tot l'any. El subtipus de classificació climàtica de Köppen per a aquest clima és " Cfb " (clima de la costa oest marina / clima oceànic).

## Nom
Es creu que el nom hongarès de la ciutat de Szatmár prové del nom personal Zotmar, ja que la Gesta Hungarorum castrum Zotmar a l'assentament fortificat del segle X al lloc de l'actual Satu Mare. ("El fort de Zotmar"). El nom Satu Mare, que significa "gran poble" en romanès, va ser utilitzat per primera vegada pel sacerdot Moise Sora Novac al segle xix. Un nom romanès més antic, Sătmar, fou substituït formalment per l'actual el 1925.

## Història

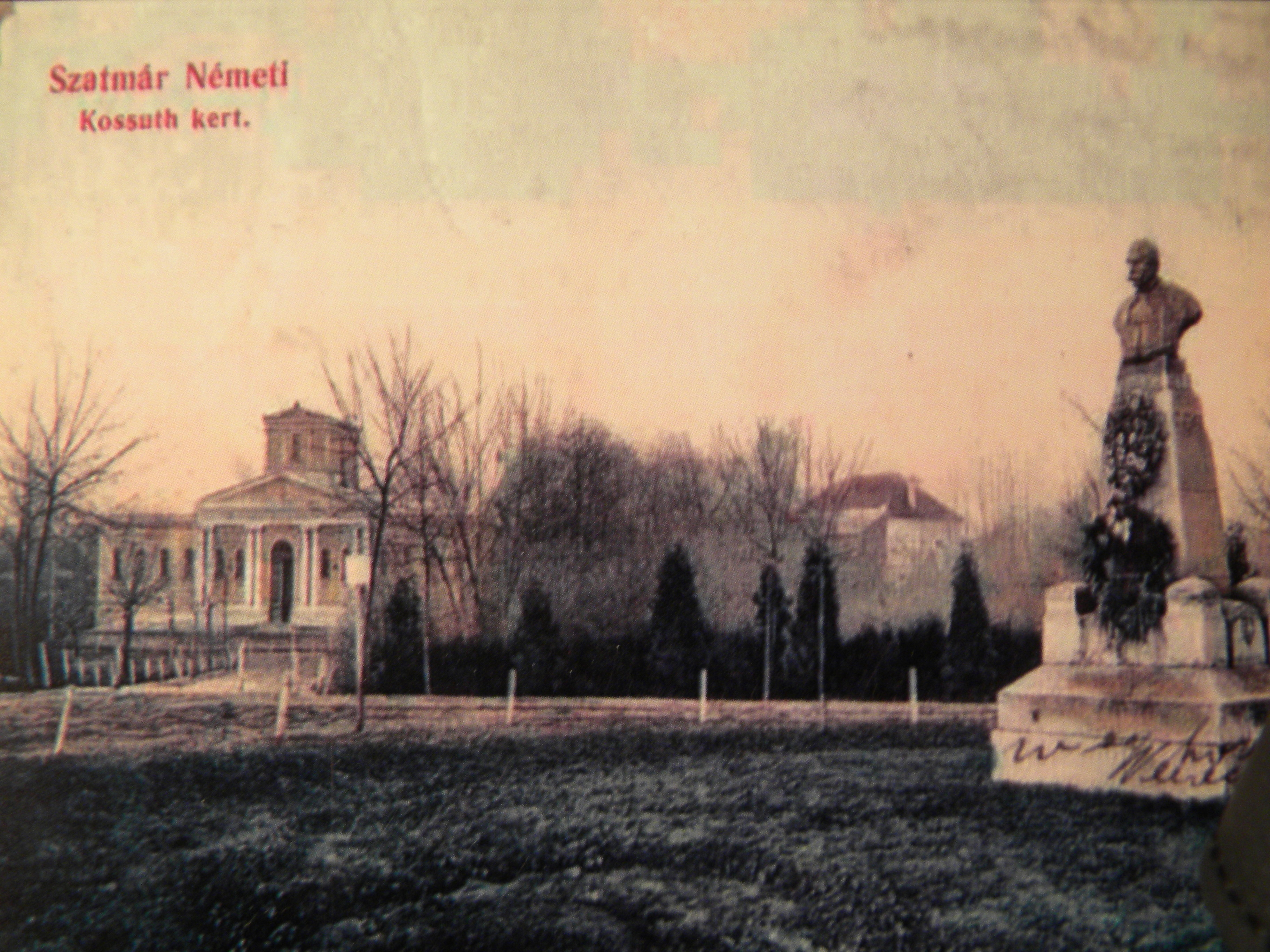
Parc Kossuth, 1903

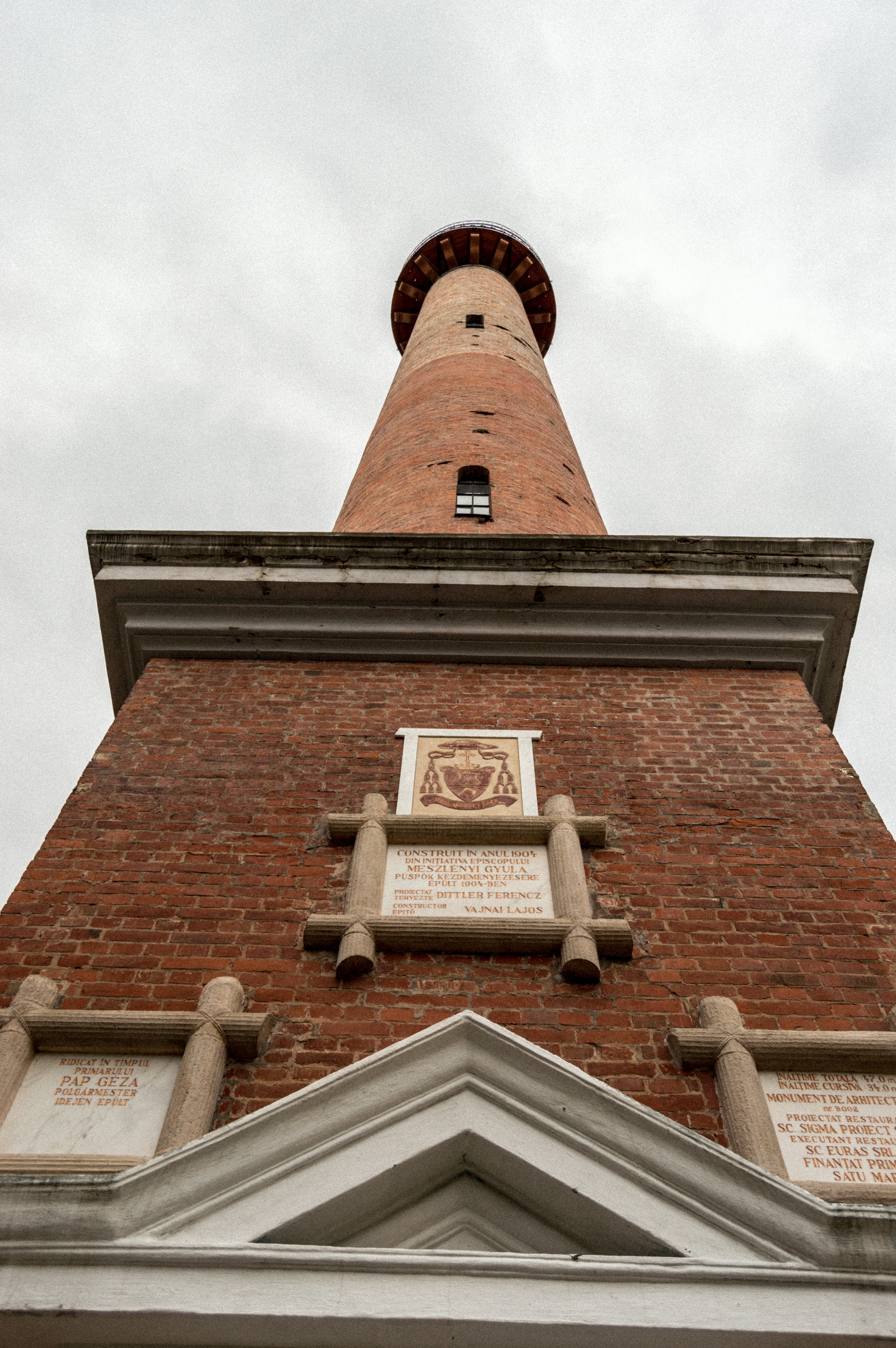
Torre dels Bombers, construïda el 1904

Les proves arqueològiques de Țara Oașului, Ardud, Medieșu Aurit, Homoroade, etc. mostren clarament els assentaments de la zona que daten de l'edat de pedra i de l'edat del bronze. També hi ha evidència que el local de Dacian població va romandre-hi després de la conquesta romana a 101/106 dC. Més tard, aquestes terres podrien haver format part de les possessions de Menumorut; una de les fortaleses defensives importants: el castrum Zotmar, que data del segle x, es trobava a Satu Mare, tal com s'esmenta a la Gesta Hungarorum. Després que Esteve I d'Hongria va crear el Regne d'Hongria l'any 1000, els colons alemanys es van establir a la perifèria de la ciutat (Villa Zotmar), portats per l'esposa de Stephen, la princesa bavaresa Gisela d'Hongria. Més tard, se'ls va unir més colons alemanys de més enllà del riu Someș, a Mintiu.
Ciutat lliure reial des del segle xiii, Satu Mare va canviar de mans diverses vegades al segle xv fins que la família Báthory va prendre possessió de la ciutadella el 1526, procedint a desviar les aigües de Someș per tal de defensar la part sud de la ciutadella. ; així, la fortalesa va romandre en una illa lligada a les carreteres principals per tres ponts sobre el Someș. El 1562 la ciutadella fou assetjada pels exèrcits otomans dirigits per Pargalı İbrahim Pasha de Buda i Maleoci Pasha de Timișoara. Aleshores, els Habsburg van assetjar-lo, dirigint els exèrcits transilvans que fugien a incendiar-lo. El general austríac Lazar Schwendi va ordenar reconstruir la ciutadella segons els plans de l'arquitecte italià Ottavio Baldigara; utilitzant un sistema italià de fortificacions, la nova estructura seria pentagonal amb cinc torres. Després d'un període en què va canviar de mans, la ciutat va quedar sota control otomà el 1661. Anomenat Sokmar per les noves autoritats, era un centre kaza dins de la Şenköy sanjak de Varat Eyalet. Aquest estatus es va mantenir fins al 1691, quan l'exèrcit dels Habsburg va expulsar els otomans durant la Gran Guerra Turca. A l'edat mitjana, Satu Mare i Mintiu eren dues entitats diferenciades. Els dos assentaments, aleshores anomenats "Szatmár" i "Németi", es van unir el 1715 i la ciutat resultant va rebre el nom de "Szatmár-Németi". El 2 de gener de 1721, l'emperador Carles VI va reconèixer la unió, concedint al mateix temps a Satu Mare l'estatus de ciutat lliure reial. Una dècada abans, es va signar el tractat de Szatmár a la ciutat, que va posar fi a la Guerra per la Independència de Rákóczi.
La importància de la ciutat estava relacionada amb el transport i el comerç de sal de la propera Ocna Dejului (hongarès: Désakna, alemany: Salzdorf), possiblement ja en una data molt primerenca. Degut als beneficis econòmics i comercials que va començar a rebre al segle xiii, Satu Mare es va convertir en un important centre de gremis d'artesania. Al segle xviii es va iniciar una intensa urbanització; diversos edificis sobreviuen d'aquest període, inclosos l'antic ajuntament, la fonda, una caserna, l'església greco-catòlica i l'església reformada. El 1804 s'hi va establir una diòcesi catòlica romana. El 1823 es va crear la comissió de sistematització de la ciutat per dirigir el seu govern local. El 1844 es van intensificar les operacions de pavimentació iniciades el 1805. També es van obrir les primeres preocupacions industrials, incloses la fàbrica de vapor, la fàbrica de maons, la fàbrica Neuschloss de productes de fusta, la fàbrica de fusta, la fàbrica Princz i la fàbrica Unio. A causa de la seva ubicació a la intersecció de carreteres comercials, Szatmárnémeti es va convertir en un important centre ferroviari. La línia Szatmárnémeti – Nagykároly (Carei) es va construir el 1871, seguida el 1872 per la línia Szatmárnémeti – Máramarossziget (Sighetu Marmaţiei), un enllaç de 1894 a Nagybánya (Baia Mare), 1900 a Erdőd (Ardud) i 1906 a Bikszád (Bixad).
Des de la segona meitat del segle xix va patir importants canvis econòmics i socioculturals. Les grans empreses de la ciutat (la fàbrica de vagons Unio, la fàbrica Princz, l'empresa tèxtil Ardeleana, la refineria de petroli Freund, la fàbrica de maons i la fàbrica de mobles) van prosperar en aquest període i la ciutat va invertir molt en línies de comunicació, escoles, hospitals, etc. obres públiques i parcs públics. El sistema bancari i comercial també es va desenvolupar: el 1929 es va establir la cambra de comerç i indústria, així com la borsa de mercaderies, amb 25 empreses comercials i 75 empreses industrials i de producció com a membres. El 1930 hi havia 33 bancs.
Després del col·lapse d'Àustria-Hongria, les tropes romaneses van capturar la ciutat durant la seva ofensiva llançada el 15 d'abril de 1919. Pel tractat de Trianon, Satu Mare va deixar oficialment de formar part d'Hongria per passar a formar part de Romania. El 1940, el Segon Arbitratge de Viena va retornar la Transsilvània del Nord, inclòs Satu Mare, a Hongria. L'octubre de 1944, la ciutat va ser capturada per l'Exèrcit Roig soviètic. Després de 1945, la ciutat va tornar a formar part de Romania. Poc després va arribar al poder un règim comunista que va durar fins a la revolució de 1989.

### Comunitat jueva

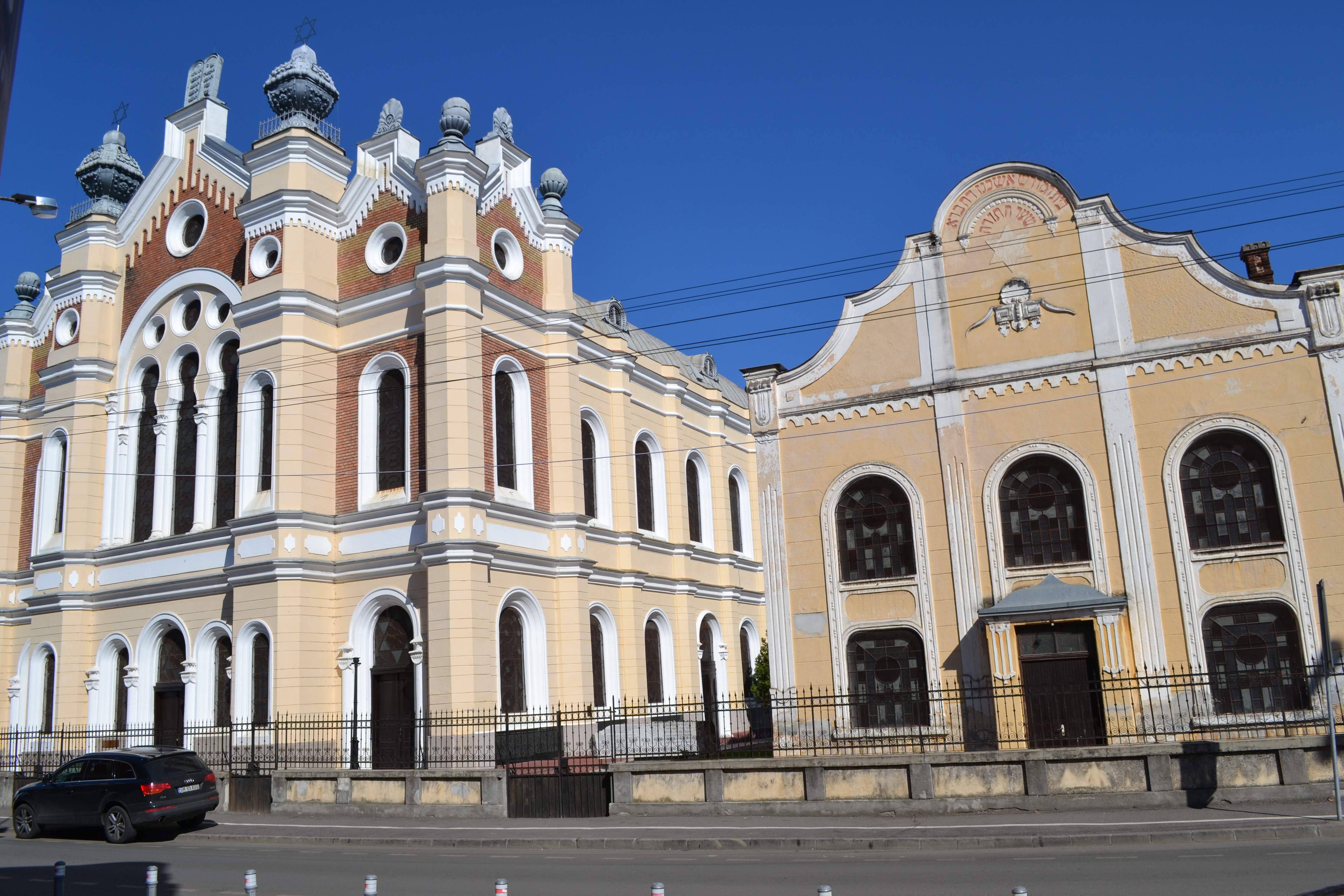
El carrer Decebal i la sinagoga Talmud Torah

La presència de jueus a Transsilvània s'esmenta per primera vegada a finals del segle XVI. Al segle xvii, el príncep Gabriel Bethlen va permetre als jueus sefardites de Turquia establir-se a la capital transsilvana Gyulafehérvár (Alba Iulia), el 1623. A principis del segle xviii, es permetia als jueus establir-se a Sathmar. Alguns d'ells es van involucrar en l'agricultura a gran escala, convertint-se en propietaris o arrendataris, o van ser actius en el comerç i la indústria, o l'aiguardent destil·lat i les tavernes arrendades a les finques de la corona. El 1715, quan Sathmar es va convertir en una ciutat reial, van ser expulsats, començant a reassentar-se a la dècada de 1820. El 1841, diversos jueus van obtenir el permís per establir-se definitivament a Sathmar; la primera comunitat jueva es va establir formalment el 1849 i el 1857 es va construir una sinagoga. Després que un gran nombre de jueus tradicionals asquenazics s'haguessin establert a la ciutat, la comunitat jueva es va separar el 1898, quan un partidari del moviment hassídic va ser elegit rabí cap, en una comunitat ortodoxa i una statu quo, dirigida per un rabí sionista, que va erigir una sinagoga el 1904.
| Població jueva de Satu Mare |                                         |
| Curs                        | Població jueva (% de la població total) |
| 1734                        | 11                                      |
| 1746                        | 19                                      |
| 1850                        | 78                                      |
| 1870                        | 1.357 (7,4%)                            |
| 1890                        | 3.427 (16,5%)                           |
| 1910                        | 7.194 (20,6%)                           |
| 1930                        | 11.533 (21%)                            |
| 1941                        | 12.960 (24,9%)                          |
| 1944                        | ~ 20.000                                |
| 1947                        | 5.000 a 7.500                           |
| 1970                        | 500                                     |
| 2011                        | 34                                      |

A la dècada de 1920, hi havia diverses organitzacions sionistes a Satu Mare i a la yeshiva, una de les més grans de la regió, hi van assistir 400 estudiants. El 1930, la ciutat tenia cinc grans sinagogues i uns 20 shtiebels. El 1928, va esclatar un conflicte dins de la comunitat ortodoxa per l'elecció d'un nou rabí cap, que va durar sis anys i va acabar el 1934 amb el nomenament del rabí hassidic Joel Teitelbaum, tradicionalista i antisionista, que més tard va fundar la dinastia satmar hassidica a Williamsburg, Nova York. Un altre rabí hassídic, Aharon Roth, el fundador de les comunitats Shomrei Emunim i Toldot Aharon a Jerusalem, també va estar actiu a Satu Mare.
Després que Satu Mare tornés a formar part d'Hongria el 1940, es restringiren els drets civils i les activitats econòmiques dels jueus i, a l'estiu de 1941, els jueus "estrangers" foren deportats a Kamenets-Podolski, on foren assassinats per les tropes hongareses i alemanyes. El 1944, la població jueva va ser obligada a entrar al gueto de Satu Mare ; la majoria dels homes van ser enviats a batallons de treballs forçats, i els altres van ser deportats als camps d'extermini de Polònia, on la majoria d'ells van ser assassinats pels nazis. Sis trens van sortir de Satu Mare cap a Auschwitz-Birkenau, a partir del 19 de maig de 1944, transportant aproximadament 3300 persones. Els trens van passar per Kassa (Košice) els dies 19, 22, 26, 29, 30 i 1 de juny de maig. En total, 18.863 jueus van ser deportats de Satu Mare, Carei i les localitats dels voltants. D'aquests, 14.440 van morir. Només un petit nombre dels supervivents van tornar a Satu Mare després de la guerra, però un nombre de jueus pertanyents a grups lingüísticament i culturalment diferents de totes les parts de Romania es van establir a la ciutat. La majoria van emigrar més tard a Israel. El 1970, la població jueva de la ciutat era de 500, i el 2011, només quedaven 34 jueus.
El 2004 es va dedicar un monument commemoratiu de l'Holocaust al pati de la sinagoga del carrer Decebal. A part de les sinagogues, també queden dos cementiris jueus.
Entre els membres destacats de la comunitat jueva local hi havia l'historiador Ignác Acsády, els diputats parlamentaris Ferenc Chorin i Kelemen Samu, el polític Oszkár Jászi, els escriptors Gyula Csehi, Rodion Markovits, Sándor Dénes i Ernő Szép, el pintor Pál Erdös i el director György Harag.

## Demografia
La població de Satu Mare disminueix una mitjana del 0,78% anual a causa de la migració. Segons el cens romanès de 2011, Satu Mare tenia 102.441 habitants, cosa que la converteix en la 20a ciutat més gran de Romania.
El 2011, la distribució de la població segons ètnia era la següent:
- Romanesos: 55.904 (58,9%)
- Hongarès: 35.723 (37,6%)
- Gitanos: 1.278 (1,3%)
- Alemanys: 1.002 (1,1%)
- Ucraïnesos: 164 (0,2%)
- Altres o no declarats: 877 (0,9%)

Cap grup religiós pot reclamar la majoria a Satu Mare, però a A 2011, hi havia una pluralitat de creients ortodoxos romanesos (48,9%). Altres comunitats importants són la catòlica romana (19,8%), la reformada (19,3%), la greco-catòlica (8,0%) i la pentecostal (1,5%).

## Política

### Administració
El govern de la ciutat està dirigit per un alcalde. Des del 2016, Gábor Kereskényi ocupa el càrrec. Les decisions són aprovades i discutides pel consell local (consiliu local) format per 23 regidors elegits. La ciutat es divideix en 12 districtes (cartiere) distribuïts radialment. Un d'aquests, Sătmărel (hongarès: Szatmárzsadány), és un poble separat administrat per la ciutat.
| - 14 de maig - Carpați I - Carpați II - Centru Nou | - Cloșca - Crișan - Gelu - Horea | - Menumorut - Sătmărel - Soarelui - Solidaritat |

A més, com Satu Mare és la capital del comtat de Satu Mare, la ciutat acull el palau de la prefectura, la seu del consell comarcal (consiliu județean) i el prefecte, que és nomenat pel govern central de Romania. Com tots els altres consells locals de Romania, el consell local de Satu Mare, el consell comarcal i l'alcalde de la ciutat són elegits cada quatre anys per la població. La ciutat es troba al centre de l'àrea metropolitana de Satu Mare, una àrea metropolitana creada el 2013, amb una població de 243.600 habitants, i que inclou 26 ciutats, pobles i comunes.
El dia de la ciutat és el 14 de maig, que commemora les devastadores inundacions que van afectar la ciutat el 1970, tot i que també és un dia de renaixement.

### Sistema de justícia
Satu Mare té una organització judicial complexa, com a conseqüència de la seva condició de capital de comtat. El Tribunal de Justícia de Satu Mare és la institució judicial local i és competència del Tribunal del Comtat de Satu Mare, que també exerceix la seva jurisdicció sobre els jutjats de Carei, Ardud, Negrești-Oaș, Tășnad i Livada. Les apel·lacions dels veredictes d'aquests tribunals i casos més greus es dirigeixen al tribunal d'apel·lació d'Oradea. Satu Mare també acull els tribunals comercials i militars del comtat.
Satu Mare té la seva pròpia força de policia municipal, Poliția Municipiului Satu Mare, que s'encarrega de la vigilància dels delictes a tota la ciutat i que opera diverses divisions especials. La policia de Satu Mare té la seu central al carrer Mihai Viteazul, al centre de la ciutat (amb diversos recintes a tota la ciutat) i està subordinada a la inspecció de policia del comtat al carrer Alexandru Iioan Cuza. L'Ajuntament té la seva pròpia força de policia comunitària, Poliția Comunitară, situada al carreró Universului, que tracta problemes de la comunitat local. Satu Mare també acull la inspecció de gendarmeria del comtat.

## Transport

### Carretera
Satu Mare té un complex sistema de transport que proporciona connexions per carretera, aèria i ferrocarril a les principals ciutats de Romania i Europa. La ciutat és un important nus ferroviari i de carretera situat a prop de les fronteres amb Hongria i Ucraïna. La ciutat està connectada amb altres ciutats romaneses importants per carretera ( Ruta europea E81,  Ruta europea E671 i  Ruta europea E58) i per ferrocarril (línia principal CFR 400). El nombre total d'automòbils matriculats a Satu Mare va ser de 82.000 el 2008. La ciutat té al voltant de 400 carrers amb una longitud total de 178 km (111 mi) i cobreixen una superfície d'1.3 km2 (0.50 sq mi).

### Ferrocarril

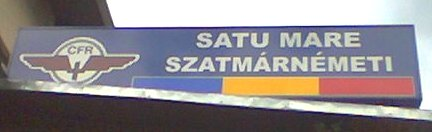
Nom de la ciutat bilingüe a l'estació de tren de Satu Mare

Estació de ferrocarril de Satu Mare, situada a uns 2 quilòmetres al nord del centre de la ciutat, es troba a la línia 400 Căile Ferate Române (Brașov - Siculeni - Deda - Dej - Baia Mare), a la línia 402 (Oradea - Săcueni - Carei - Satu Mare - Halmeu) i a la línia 417 (Satu Mare - Bixad). CFR proporciona connexions ferroviàries directes a totes les principals ciutats romaneses i a Budapest. La ciutat també és servida per una altra estació de ferrocarril secundària, l'estació Saw (Gara Ferăstrău).

### Transport públic
El principal sistema de transport públic de Satu Mare consisteix en línies d'autobús. Hi ha vint-i-tres línies urbanes i suburbanes amb una longitud total de 190.1 km (118.1 mi), essent l'operador principal Transurban SA A més, hi ha diverses companyies de taxis que donen servei a la ciutat. Val a dir que Satu Mare tenia en el passat un sistema de troleibús, creat el 15 de novembre de 1994, però que ha estat tancat el 2005.

### Aeroport
La ciutat està servida per l'aeroport internacional de Satu Mare (codi IATA: SUJ, codi OACI: LRSM), situat a 13 km al sud de la ciutat, amb una pista de formigó, una de les més llargues de Romania, amb TAROM i Wizz Air que operen vols regulars a Bucarest, Londres i Antalya (només de temporada).

## Esports
El futbol (futbol) és l'esport recreatiu més popular de Satu Mare. Hi ha dos grans clubs de futbol a Satu Mare: Olimpia i Someșul Oar. Hi ha dos estadis de futbol a Satu Mare: l'Stadionul Olimpia amb 18.000 seients i l'estadi Someșul amb 3.000 seients.
Altres activitats recreatives populars inclouen esgrima, handbol, bitlles, bàsquet femení, karate i escacs.
L'equip local de bàsquet femení CSM Satu Mare és un dels millors de la lliga romanesa; va quedar tercer als playoffs de la temporada 2008/2009. L'equip juga els seus partits a casa a l'arena coberta més gran de la ciutat, el LPS Arena, que té una capacitat de 400 places.
El xipriota professional de tennis jugador Marcos Baghdatis va ser portat a Satu Mare el 1998 durant un mes i mig per la seva exentrenador Jean Dobrescu per a entrenar i participar en competicions de tennis locals costat del seu company membre de l'equip de Copa Davis, rareș cuzdriorean, que també és natiu de Satu Mare amb ciutadania xipriota.

### Esgrima
Satu Mare té una tradició d'esgrima que data del 1885 i és la ciutat que ha subministrat més campions olímpics i mundials d'Europa. Noms com Ecaterina Stahl, Marcela Moldovan, Suzana i Ștefan Ardeleanu, Petru Kuki, Rudolf Luczki, Samuilă Melczhner, Geza Tere i en particular Alexandru Csipler figuren de manera destacada als anals de l'esgrima romanesa. Els quatre últims també van formar el nucli de l'escola d'esgrima de la ciutat, guanyant importants tornejos locals i internacionals. Els millors resultats dels quals es té constància data del 1935, quan l'equip local de futbolí, Olimpia Satu Mare, va perdre contra el CFR Timișoara per un marcador de 15-10 a la final nacional, mentre que Rudolf Luczki va guanyar la final de sabre celebrada a Cluj-Napoca. El 1973 es va utilitzar el primer dispositiu de senyalització a Romania a Satu Mare; això s'ha caracteritzat com "una autèntica revolució" per a l'esgrima romanesa.

## Economia

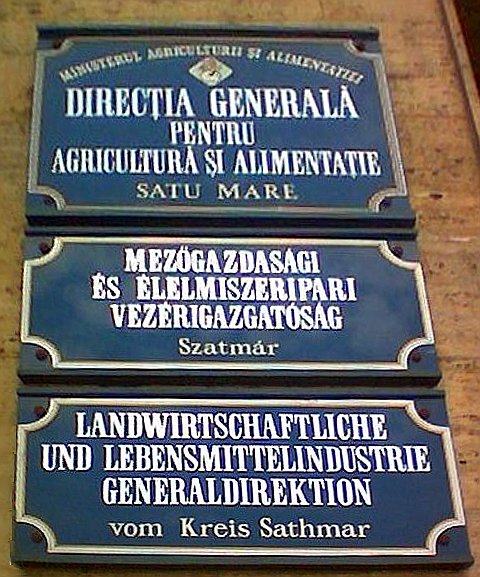
Seu de la Direcció d'Agricultura i Indústria Alimentària

Satu Mare es beneficia de la seva proximitat a les fronteres amb Hongria i Ucraïna, cosa que el converteix en una ubicació privilegiada per a parcs logístics i industrials.
Les empreses que han establert instal·lacions de producció a Satu Mare són Voestalpine, Dräxlmaier Group, Gotec Group, Anvis Group, Schlemmer, Casco Schützhelme i Zollner Elektronik al sector industrial; FrieslandCampina al sector alimentari; Grup Radici al sector tèxtil; i Saint-Gobain i Boissigny en la indústria de la fusta.
Actualment, l'empresari privat més gran de Satu Mare és l'empresa automotriu alemanya Dräxlmaier Group, propietària des de 1998 d'una fàbrica de components de motors elèctrics a la ciutat i que compta amb uns 3.600 empleats. La fàbrica subministra cablejat d'automòbils especialment al fabricant alemany de vehicles Daimler AG, però també subministra cablejat a un altre fabricant de vehicles Porsche per al seu model Porsche Panamera. L'empresa sueca Electrolux posseeix a la ciutat una fàbrica de fogons de cuina adquirida el 1997, que té una superfície de 52,000 metres quadrats (560,000 sq ft) i 1.800 empleats. La instal·lació té una capacitat de producció anual d'uns 1,2 milions d'unitats i s'hi fabriquen la majoria de les estufes de cuina de la marca Zanussi a Europa. L'empresa austríaca Voestalpine posseeix, des del 2004, una planta de producció de tubs d'acer amb una capacitat anual de 50 milions d'unitats a l'any. L'empresa alemanya Arcandor té la seva principal oficina romanesa establerta a Satu Mare. La filial, que representa la regió formada per Romania i Hongria, és la més important entre les 16 filials d'Europa pel que fa al percentatge de vendes a través de comandes en línia que el 2008 va fer comandes totals de 19,3 milions d'euros. L'empresa també té 40,000 metres quadrats (430,000 sq ft) instal·lació logística i un centre d'atenció telefònica a la ciutat.
El sector minorista de Satu Mare està força desenvolupat; diverses empreses internacionals com Carrefour, Auchan, Kaufland, Metro Point, Lidl i Penny Market tenen supermercats o hipermercats a la ciutat. També hi ha un centre comercial regional, Shopping City Satu Mare, amb una superfície arrendable bruta (GLA) de 29,000 m2 (310,000 sq ft), botigues de bricolatge (Dedeman, Brico Dépôt) i diversos altres centres comercials: Grand Mall de 6,000 m2 (65,000 sq ft), Plaça Europa de 3,000 m2 (32,000 sq ft) i el centre comercial Someșul, de 13,000 m2 (140,000 sq ft).
També hi ha un parc industrial anomenat Parc Industrial de Satu Mare situat al límit de la ciutat en una superfície de 70 ha.

## Educació

### Universitats

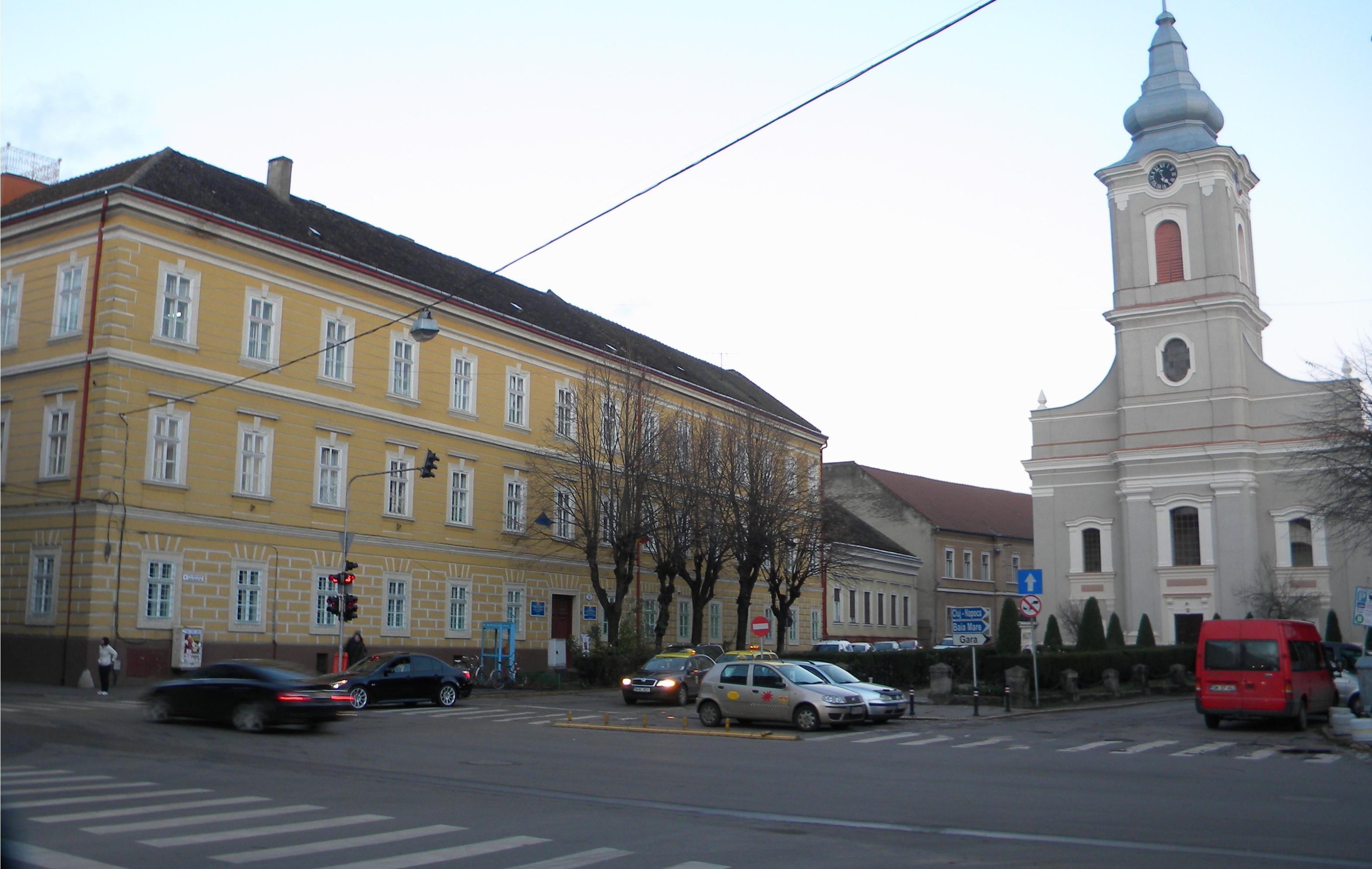
Antic Col·legi Reformat (esquerra)

Satu Mare és la llar de l'Acadèmia Comercial de Satu Mare i diverses altres branques d'importants universitats romaneses:
- Universitat Babeș-Bolyai[57]
- Universitat Spiru Haret[57]
- Universitat Tècnica de Cluj-Napoca[57]
- Universitat d'Oradea[58]
- Vasile Goldiș Universitat Oest d'Arad[57]

### Instituts secundaris
Satu Mare té 16 escoles secundàries, de les quals quatre són col·legis nacionals:
- Col·legi Nacional Doamna Stanca[59]
- Col·legi Nacional Ioan Slavici[59]
- Kölcsey Ferenc National College[59]
- Col·legi Nacional Mihai Eminescu[59]

### Gimnasos
La ciutat té 16 gimnasos, sent els més importants:
- El gimnàs Grigore Moisil (Școala Generală Grigore Moisil), fundada el 1903 i batejada amb el nom del matemàtic Grigore Moisil.[60][61]
- El gimnàs Ion Creangă (Școala Generală Ion Creangă), fundada el 1990 i que porta el nom de l'escriptor Ion Creangă.[60][62]
- El gimnàs Lucian Blaga (Școala Generală Lucian Blaga), fundada el 1996 per Ioan Viman i que porta el nom del filòsof i escriptor Lucian Blaga.[60][63]

## Cultura
Satu Mare té un museu del comtat, un museu d'art, i un teatre, el North Theatre, construït el 1889 que té una secció hongaresa i romanesa. Els concerts són a càrrec de la "Dinu Lipatti Philharmonic", antiga orquestra simfònica estatal de Satu Mare, en una sala de concerts en una ala de l'Hotel Dacia. La biblioteca del comtat tenia 320.000 llibres el 1997, incloent una col·lecció especial de bibliòfils de més de 70.000 volums.

## Turisme

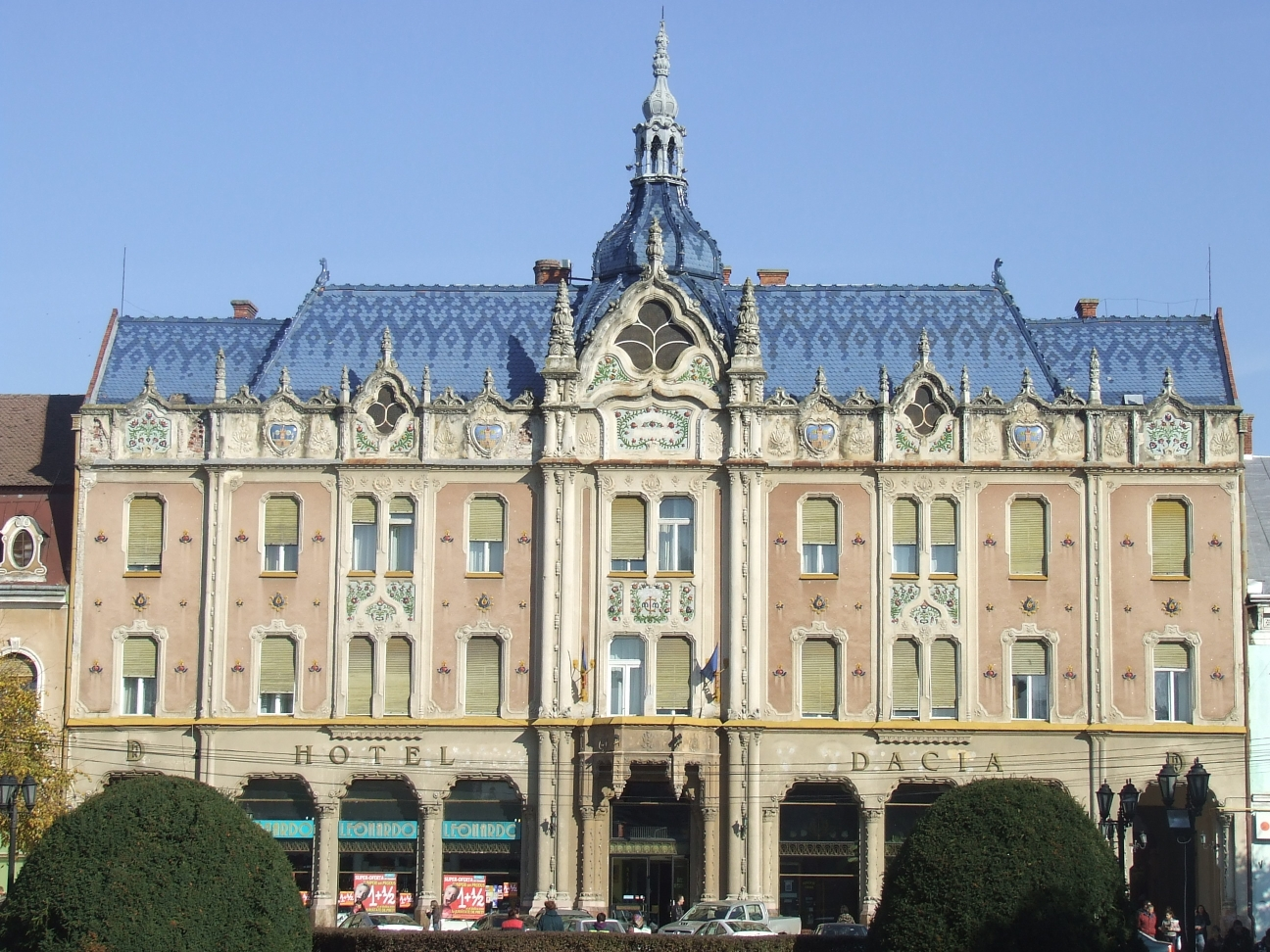
Hotel Dacia

Les principals atraccions turístiques són:
- el palau administratiu, al 97 metres, un dels edificis més alts de Romania
- l'estàtua del Llop Capitolí
- l'església de la cadena
- l'hotel Dacia
- la sinagoga del carrer Decebal
- la Torre dels Bombers, una torre alta de 47 metres
- el jardí de Roma
- la catedral catòlica romana

Hi ha diversos hotels a la ciutat: quatre hotels de 4 estrelles: Hotel Poesis, Villa Bodi, Satu-Mare City i Villa Class; onze hotels de 3 estrelles: Astoria, Leon, Villa Lux, Dacia, Aurora, Dana I, Dana II, Select, Rania, Melody i Belvedere; i un hotel de 2 estrelles: Sport.

## Mitjans de comunicació

### Diaris
- Informația Zilei : diari local diari[68]
- Gazeta de Nord-Vest - diari local diari[69]
- Cronica Sătmăreană : diari local diari
- Friss Újság - diari local diari en llengua hongaresa[70]
- Szatmári Magyar Hírlap - diari local diari en llengua hongaresa[71]

### Emissores de TV
- TV1 Satu Mare
- Nord Vest TV
- Pro TV Satu Mare
- Informația TV

### Estacions de ràdio
- Ràdio Ciutat Satu Mare
- Radio Unu
- Ràdio Transilvania
- Ràdio ZU
- Kiss FM Satu Mare

### Portal en línia
- Satu Mare en línia
- Sătmăreanul

## Consolats
- Honorary Consulate of Ukraine[72]

## Fills il·lustres
Romania
- Ioana Boitor
- Gavril Both
- Ciprian Brata
- Vlad Bujor
- Corina Ciorbă
- Cosmin Costinaș
- Raul Cristian
- Daniel David
- Mircea Florian
- Florin Gardoș
- Gábor Gerstenmájer
- Emanuel Gyenes
- Alexandru Karikaș
- Simona Miculescu
- Dorel Moiș
- Ioan Mircea Pașcu
- Vasile Paulovics
- Ciprian Prodan
- Daniel Prodan
- Zoltan Ritli
- Ovidiu Ioan Silaghi
- Sergiu Suciu
- Josef Szepeschy
- Dan Zaviceanu
- Ervin Zsiga

|
Hongria
- Dániel Antal
- Árpád Árvay
- Antal Bánhidi
- László Bánhidi
- László Botka
- Gábor Darvas
- Arányi Dezső
- András Domahidy
- Jenő Dsida
- Mónika Esztán
- Zoltán Horváth
- József Kürthy
- Gyula Lengyel
- Noémi Matsutani
- Vince Nagy
- György Nyisztor
- Richárd Osváth
- Zoltán Pánczél
- Moshe Dovid Winternitz

|
Alemanya
- Zita-Eva Funkenhauser
- Monika Weber-Koszto
- Rita König
- Susanne König

Canadà
- Corneliu Chisu
- Ernest Klein

Estats Units
- Ernie Grunfeld
- Yoel Levi

Xipre
- Rareș Cuzdriorean

Israel
- Miriam Fried

### Ciutats germanes
Satu Mare està agermanada amb:
- Zutphen, Països Baixos, des del 1970[73]
- Wolfenbüttel, Alemanya, des del 1974[74]
- Nyíregyháza, Hongria, des del 2000[75]
- Berehove, Ucraïna, des del 2007[76]
- Rzeszów, Polònia, des del 2007[77][78]

## Galeria

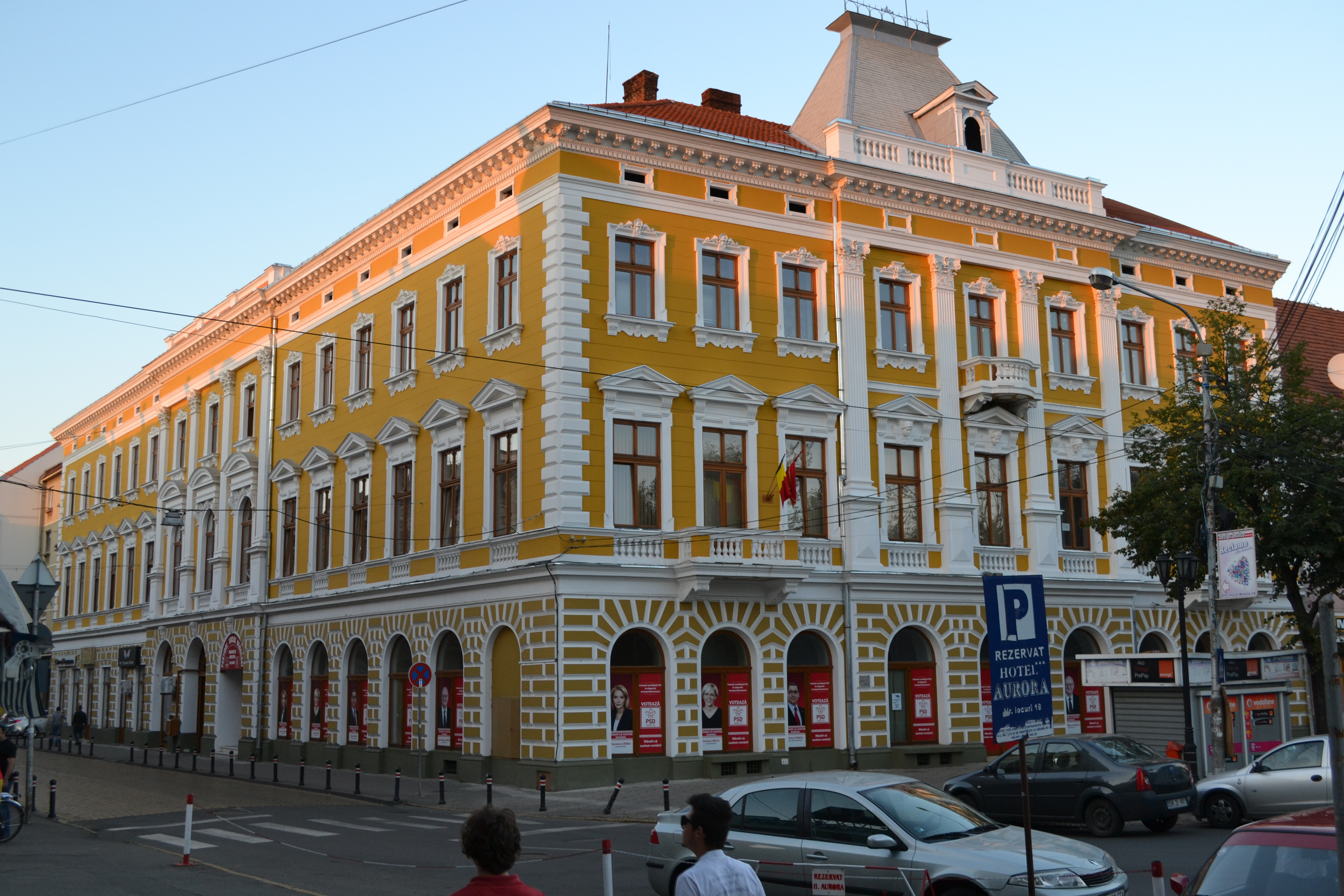
Carrer d’Esteban el Gran
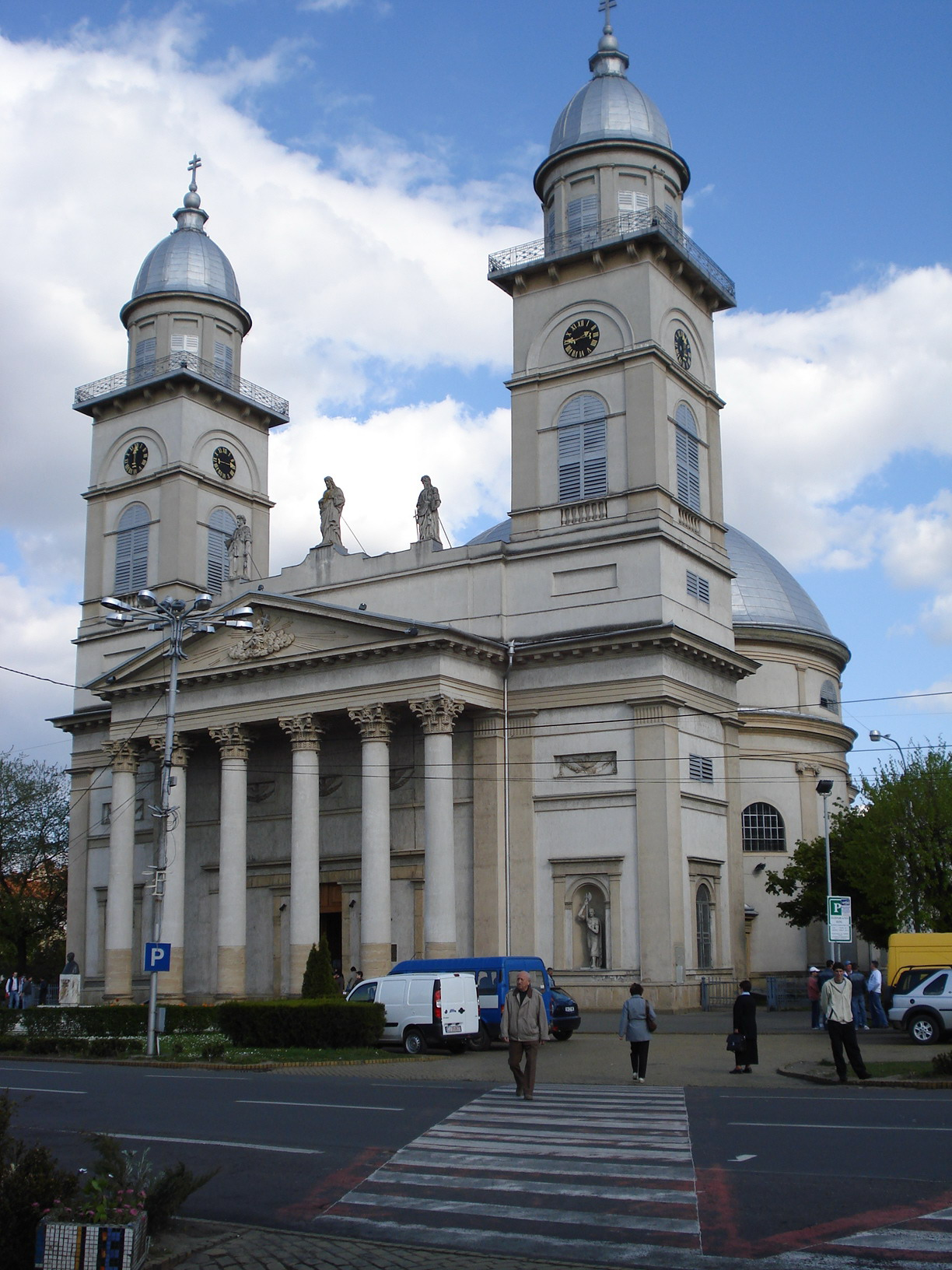
Catedral catòlica romana
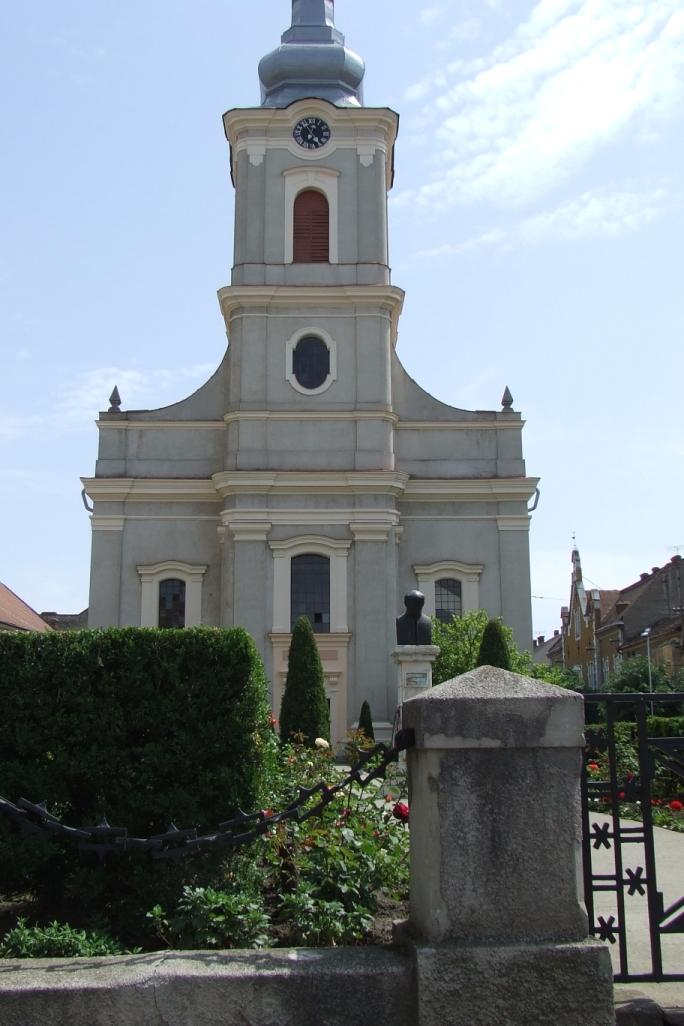
Església de la Cadena
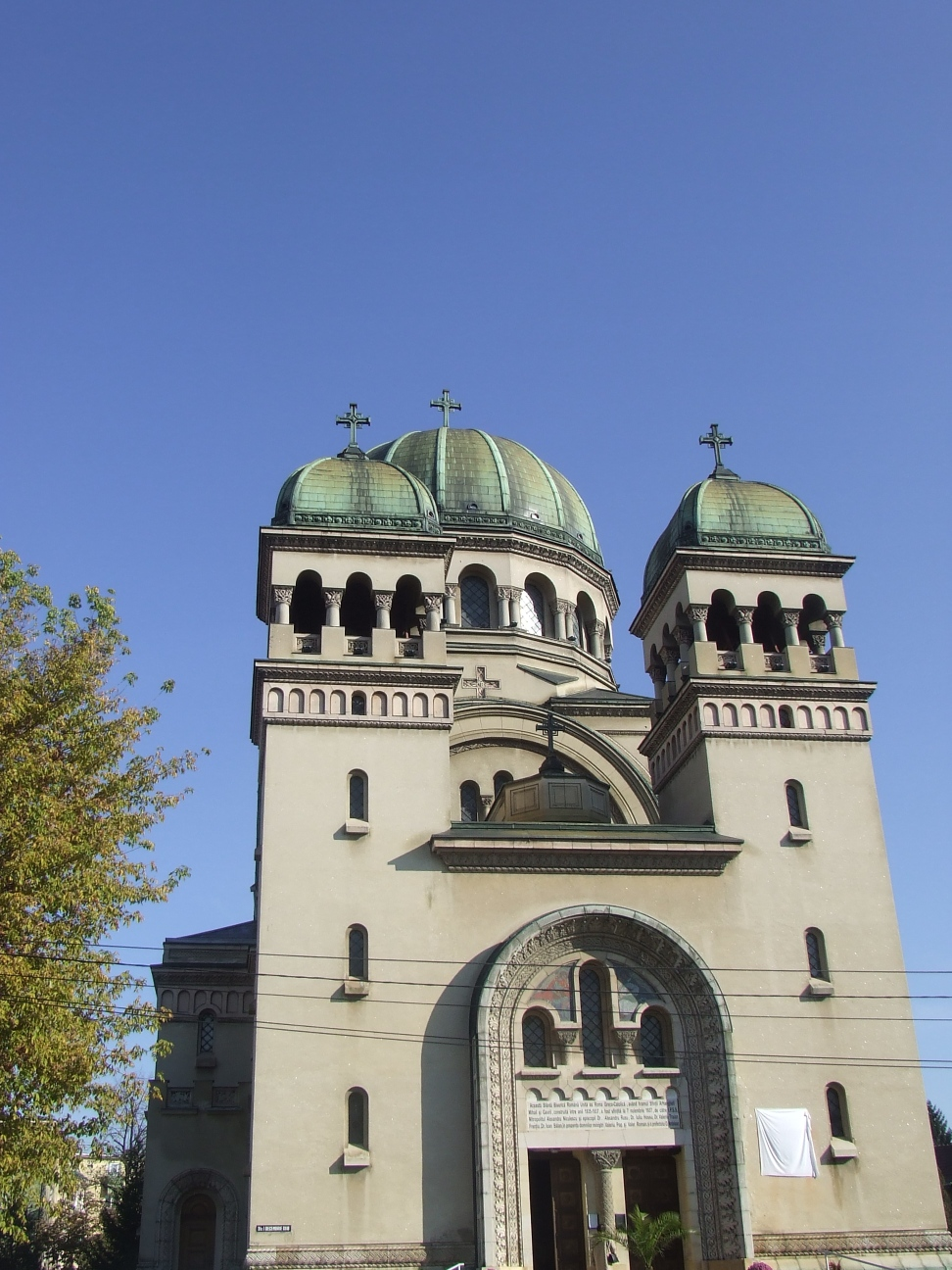
SS. Catedral de Miquel i Gabriel
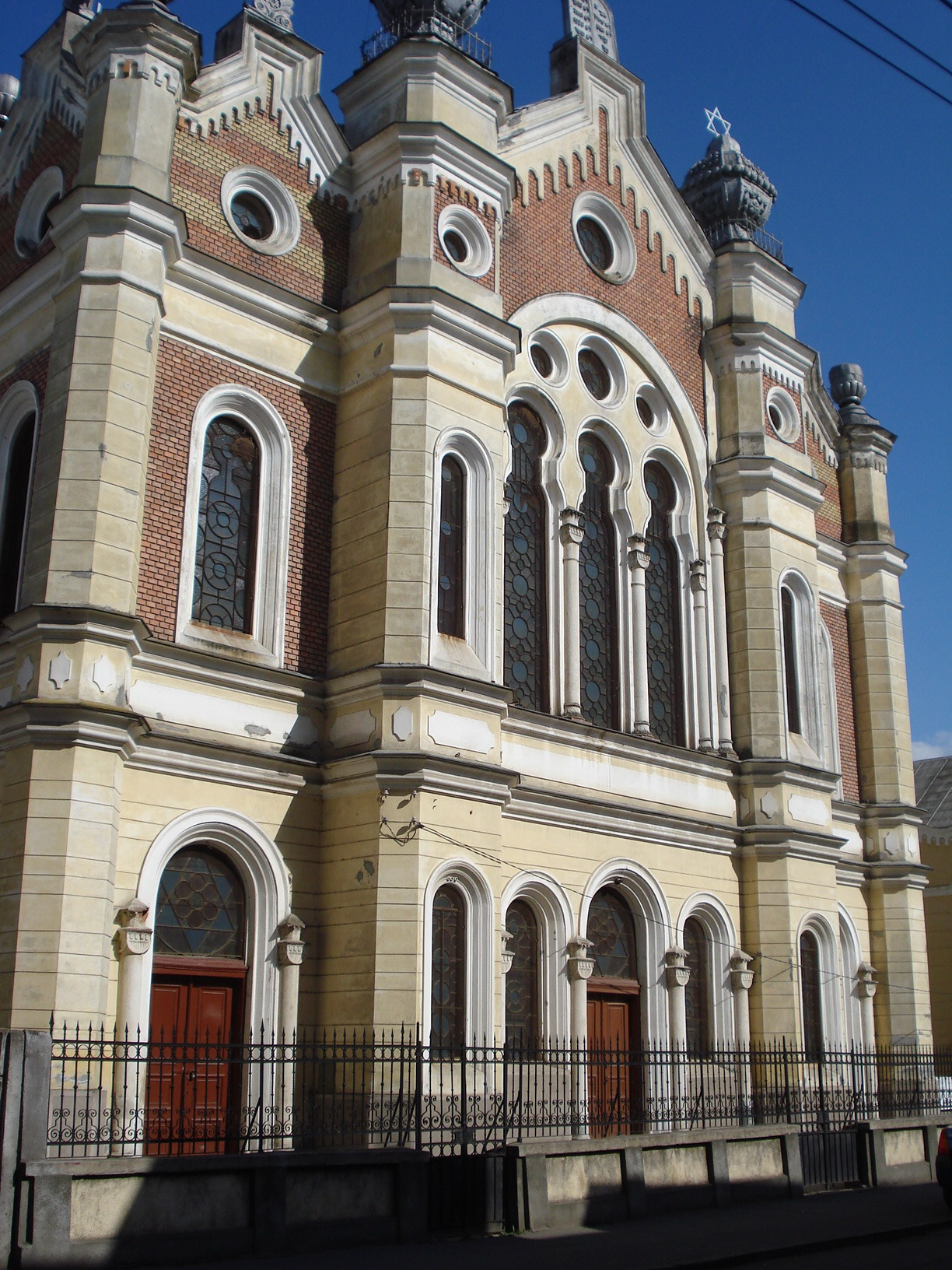
Sinagoga Satu Mare
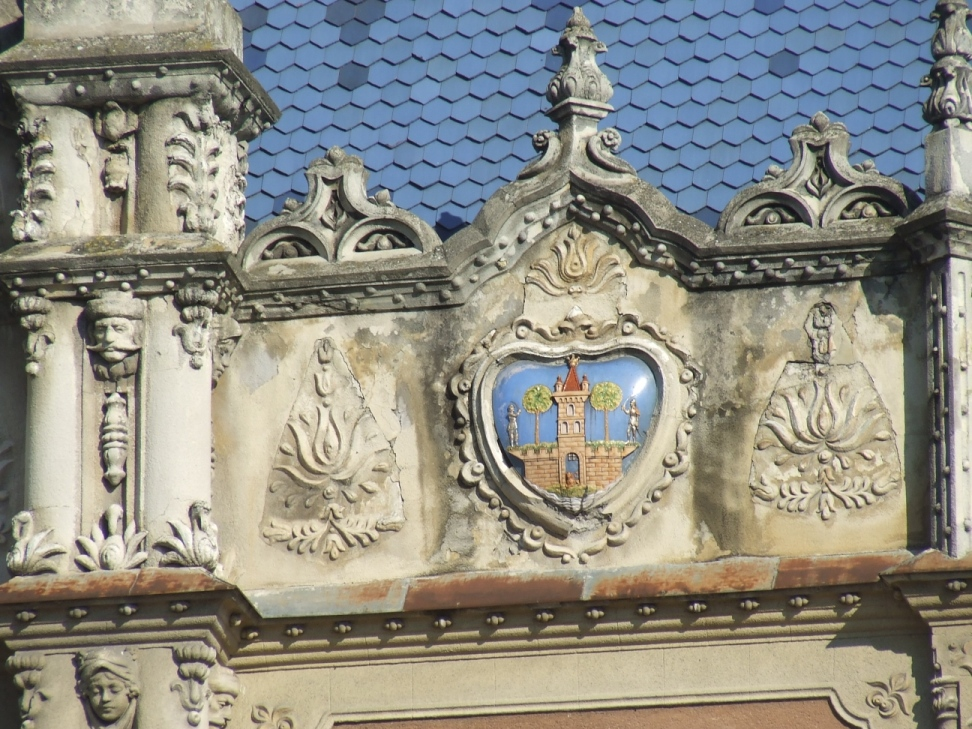
Hotel Dacia, detall